# Zadroże (gromada)
Zadroże – dawna gromada, czyli najmniejsza jednostka podziału terytorialnego Polskiej Rzeczypospolitej Ludowej w latach 1954–1972.
Gromady, z gromadzkimi radami narodowymi (GRN) jako organami władzy najniższego stopnia na wsi, funkcjonowały od reformy reorganizującej administrację wiejską przeprowadzonej jesienią 1954 do momentu ich zniesienia z dniem 1 stycznia 1973, tym samym wypierając organizację gminną w latach 1954–1972.
Gromadę Zadroże z siedzibą GRN w Zadrożu utworzono – jako jedną z 8759 gromad na obszarze Polski – w powiecie olkuskim w woj. krakowskim, na mocy uchwały nr 28/IV/54 WRN w Krakowie z dnia 6 października 1954. W skład jednostki weszły obszary dotychczasowych gromad Zadroże, Tarnawa i Zagórowa ze zniesionej gminy Jangrot oraz Milonki ze zniesionej gminy Sułoszowa w tymże powiecie. Dla gromady ustalono 26 członków gromadzkiej rady narodowej.
Gromadę zniesiono 31 grudnia 1959, a jej obszar włączono do nowo utworzonej gromady Milonki.